# Hălmăgel
Hălmăgel è un comune della Romania di 1 399 abitanti, ubicato nel distretto di Arad, nella regione storica della Transilvania.
Il comune è formato dall'unione di 5 villaggi: Hălmăgel, Luncșoara, Sârbi, Târnăvița, Țohești.
I monumenti più importanti sono due chiese in legno: quella dedicata ai SS. Arcangeli Michele e Gabriele (Sfinţii Arhangheli Mihail şi Gavril), del XVII secolo, e quella dedicata a San Giorgio (Sfântul Gheorghe), del 1835.
Il turismo è in fase di sviluppo e la manifestazione più importante, che attira ogni anno migliaia di visitatori, è la festa contadina denominata Târgul de fete de la Muntele Găina.